# Ribeira do Mouco
A Ribeira do Mouco é um curso de água português localizado no concelho de Santa Cruz das Flores, ilha das Flores, arquipélago dos Açores.
A Ribeira do Mouco tem origem a uma cota de altitude de cerca de 800 metros zona elevada pluviosidade, nos contrafortes no Pico da Burrinha.
A sua bacia hidrográfica, bastante vasta, procede à drenagem do Morro da Burrinha e de parte da Vigia da Rocha Negra.
O seu curso de água desagua no Oceano Atlântico depois de atravessar a zona dos Castelões, junto à Quebrada Nova, do cimo de uma falésia com cerca de 400 metros de altura.